# Centrale vapeur

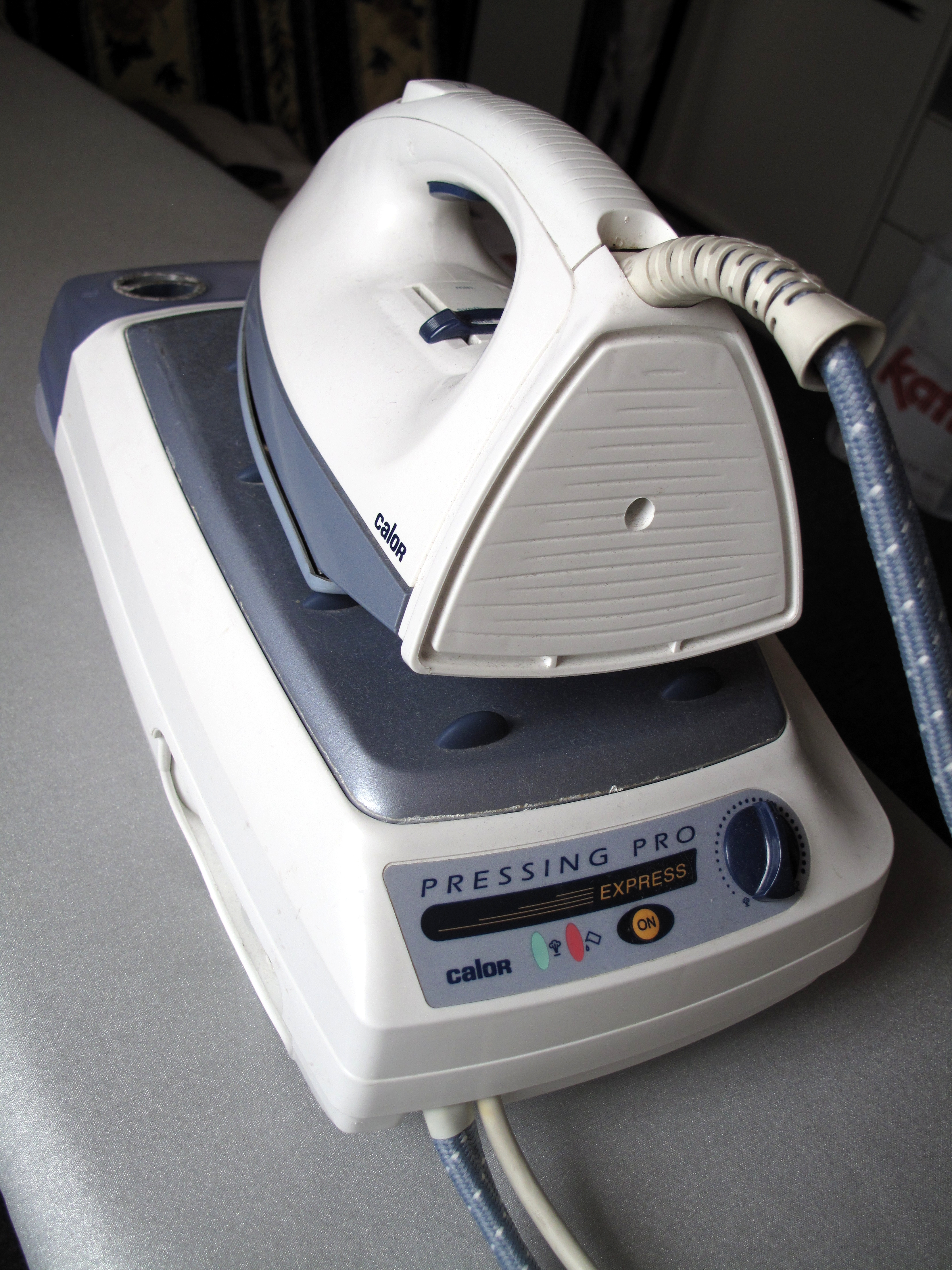
Centrale vapeur pour repassage

La centrale vapeur est un fer à repasser relié à un réservoir externe qui chauffe l'eau et produit de la vapeur. La vapeur traverse et hydrate les fibres du tissu, et permet de le défroisser en un seul passage du fer.

## Principe
La centrale vapeur est composée d'un réservoir qui reçoit l'eau. Ce réservoir est relié à une cuve sous pression ou chaudière, qui chauffe l'eau et la transforme en vapeur. La cuve est raccordée à la semelle du fer par un tuyau flexible qui diffuse la vapeur, et le long duquel chemine également un câble électrique qui alimente la résistance du fer en électricité.
La production autonome de vapeur représente un gain de temps par rapport à un fer classique, surtout pour les gros volumes de linge, et la qualité de repassage reste proche de celle du pressing.

### Chaudière
La chaudière est chauffée par une résistance électrique. Elle est équipée d'une sonde, un pressostat ou un thermostat, qui régule la montée en pression de l'appareil. La chaudière est obturée par un bouchon de sécurité, qui contient une soupape interne. Celle-ci laisse échapper la pression si elle est anormalement élevée dans la chaudière. Un fusible thermique coupe l'alimentation électrique de la chaudière en cas de surchauffe avec défaillance du thermostat.

#### Débit de vapeur
Plus le débit de vapeur est élevé, plus les fibres du linge sont facilement et rapidement détendues.
Un débit de vapeur satisfaisant se situe autour de 80 g/min, mais la plupart des appareils autorisent aujourd'hui 90 g/min et jusqu'à 150 g/min. Certains délivrent en mode «boost», appelé également «fonction pressing» ou «surplus de vapeur», de 450 à 580 g/min. Ce mode permet de venir à bout des faux plis tenaces. Il est activé par pression d'un bouton sur la poignée du fer.
Sur le même principe, le défroissage vertical permet de défroisser des vêtements placés sur cintres, des rideaux, ou des textiles délicats.

#### Pression de vapeur
La pression de vapeur exprime la capacité de la vapeur à pénétrer au cœur des fibres du linge et à traverser les textiles.  Elle s’échelonne de 2,4 et 8 bar. Une pression satisfaisante commence dès 3,5 bar.

### Réservoir

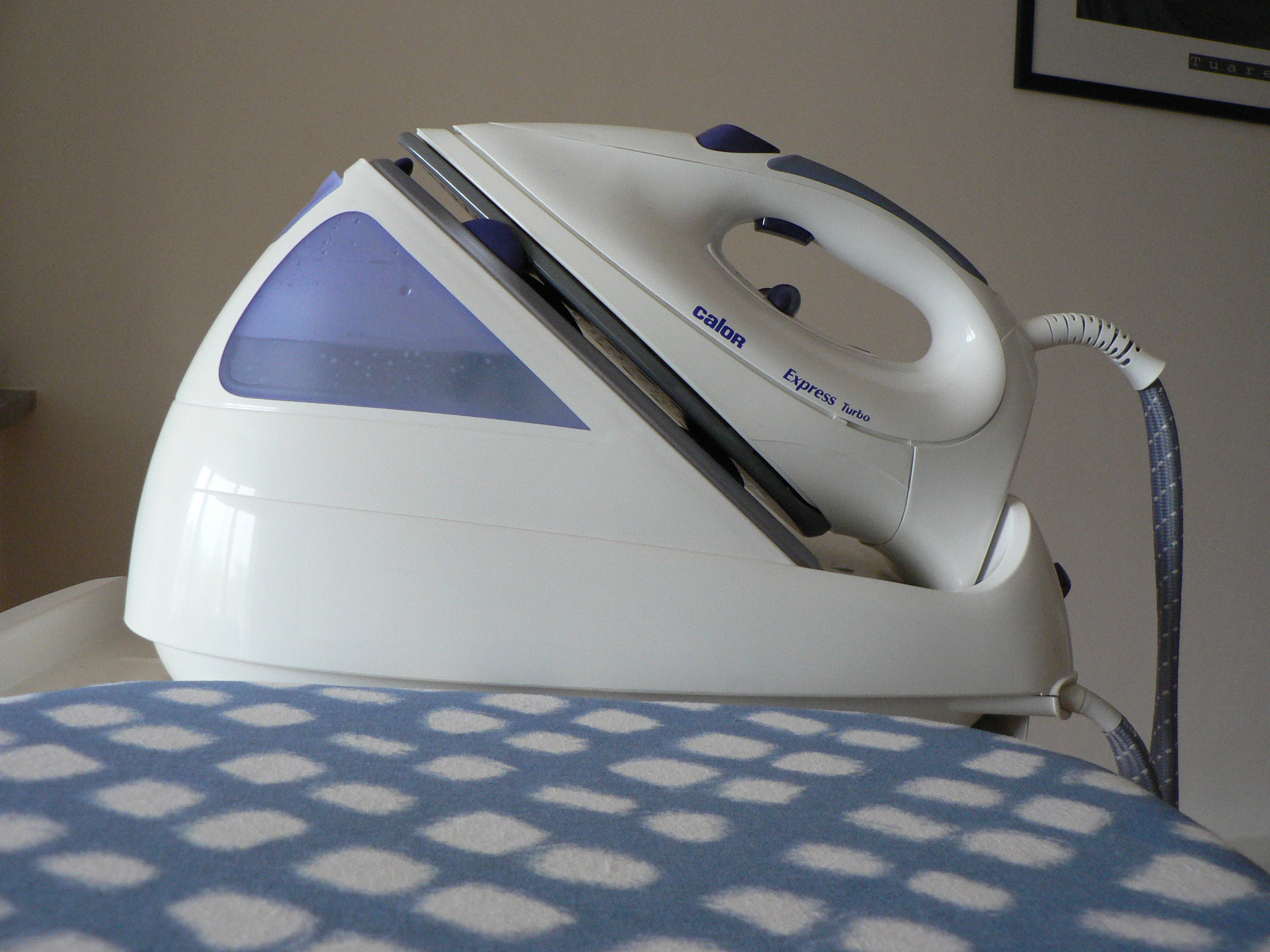
Centrale vapeur et réservoir d'eau

La capacité du réservoir joue sur la durée maximale de la séance de repassage (capacité de 1 à 2 l). Il est équipé d'un détecteur de niveau à seuil pour vérifier que l'eau est encore présente dans le réservoir.

#### Autonomie limitée
Pour certains modèles, le réservoir doit refroidir avant d'être rempli, car il est sous pression. Pour ces centrales vapeur, le réservoir et la cuve ne font qu'un. Lorsque le réservoir-cuve est vide, il faut attendre que la pression chute, donc que le réservoir refroidisse avant de l'ouvrir pour le remplir de nouveau.
Le réservoir n'est pas non plus amovible, car il fait fonction de chaudière. Le temps de chauffe est allongé ; il faut réchauffer l’intégralité du récipient et du volume d'eau au démarrage (une dizaine de minutes pour être fonctionnelle). Il s'agit le plus souvent de modèles simplifiés de début de gamme.

#### Autonomie illimitée
Pour d'autres, il existe un réservoir d'eau froide qui peut être rempli le moment voulu. Le réservoir et la cuve sont alors deux éléments distincts. Une pompe interne assure le transfert de l'eau du réservoir vers la cuve pressurisée en petite quantité.  Le préchauffage est ainsi plus rapide. Le réservoir indépendant garantit une autonomie illimitée de repassage, c'est-à-dire sans pauses obligatoires. En revanche, la cuve n'est pas accessible à l'utilisateur pour procéder au détartrage direct. La centrale vapeur doit donc être équipée d'un système anti-calcaire interne qui augmente sa durée de vie. Un rinçage occasionnel de la cuve est toutefois possible via l'ouverture du système anti-calcaire.
De plus en plus fréquemment, la centrale vapeur est équipée d'un réservoir totalement amovible. Il est alors facile de le remplir à tout moment avec l'eau du robinet.

### Semelle
La semelle du fer est en céramique, en téflon, en inox ou en aluminium. Le poids de la semelle du fer conditionne sa maniabilité et aussi joue sur la pénibilité du repassage. Le fer seul pèse entre 1 et  1,4 kg. Le fer est équipé d'une résistance chauffante, d'un thermostat de sécurité, et d'un fusible thermique en cas de panne du thermostat.

### Cordons
Le cordon vers le fer est un câble double, un pour l'électricité qui alimente la résistance chauffante du fer, et l'autre est un tuyau qui distribue la vapeur de la chaudière. Une électrovanne permet à la vapeur d'aller ou non à la chaudière en ouvrant ou obturant le tuyau. La longueur du cordon facilite le rayon d'action du fer.
La centrale est elle-même alimentée par un cordon électrique, qui peut être sur enrouleur automatique.

### Autres caractéristiques
La puissance de chauffe permet d'atteindre un flux de vapeur à une pression donnée (donc température donnée). Ces paramètres vapeur déterminent  l'efficacité de l'appareil. Pour les modèles accessibles aux particuliers, la puissance s’échelonne entre 1200 et 2 600 W. Au-delà, il s'agit de la gamme professionnelle.
De la même façon, plus le modèle est puissant, plus rapide est sa mise en action, qui varie d'à peine 1 minute 30 s à plus de 10 minutes selon les modèles.

#### Mode programme
Selon le type de linge à traiter, les centrales vapeur sont dotées de mode programme (manuel ou automatique) qui fixent la température de repassage et le degré de vapeur. Si le linge est délicat, le repassage se fera à sec uniquement, il n'y a pas d'envoi de vapeur à la sortie du fer. La température du fer est minimale pour la soie et plus élevée pour les synthétiques.  Pour la laine, le coton et le lin, le thermostat du fer et la vapeur de la chaudière sont utilisés conjointement.
Les modèles «sans réglage» de moyenne et haute gammes disposent d'un capteur de température dans le fer. Dès que la température monte au contact de certaines matières, le système interne diminue la puissance et donc la température. Ce dispositif protège le tissu des brûlures.

#### Veille automatique
Pour les économies d’énergie, les centrales vapeur sont de plus en plus souvent équipées d'un mode veille automatique, qui opère après 5 à 15 minutes d'inactivité. Cette fonction vise par ailleurs à limiter les risques d'accident en cas d'oubli.

#### Silencieux
La technologie de réduction du bruit à l'aide de dispositifs silencieux minimise le volume sonore durant la production de vapeur, pour écouter de la musique, la télévision ou rester attentif aux proches durant une séance de repassage.

## Conditions d'utilisation

### Eau
Les centrales vapeur utilisent l'eau du robinet. Si l'eau est très calcaire, il est possible de mélanger l'eau pour moitié avec de l'eau déminéralisée. L'eau déminéralisée pure est généralement déconseillée pour ses modèles. En effet, la déminéralisation évite bien la formation de tartre, mais son acidité peut se révéler trop agressive pour les matériaux, en particulier l'acier inoxydable de la chaudière ou bien le système de détartrage intégré.
L'eau adoucie peut être utilisée dans les centrales vapeur. Cependant certains adoucisseurs et particulièrement ceux qui emploient des produits chimiques comme le sel, peuvent provoquer des coulures blanches ou brunes. C'est notamment le cas des carafes filtrantes. En cas de présence de coulures lors du repassage, l'eau du robinet non traitée ou de l'eau en bouteille sont préférables.
L'eau qui contient des additifs (parfum, amidon, eau collectée dans un appareil ménager type réfrigérateur ou sèche-linge) est aussi déconseillée. Les additifs vont souvent modifier les propriétés de la vapeur et à haute température former des dépôts sur le linge comme entraîner le vieillissement prématuré de la chaudière. Une eau parfumée devra être vaporisée séparément sur le linge avec un flacon pulvérisateur.

### Système anti-calcaire
Le calcaire est de fait le principal ennemi d'une centrale vapeur. Différentes technologies intégrées à l'appareil existent comme le système auto-nettoyant (qui crée un choc thermique pour décoller les éventuels résidus), la tige anti-calcaire (encore appelée collecteur de tartre, qui recueille les particules de calcaire qui précipitent dans la chaudière et doit être vidée de ses dépôts), ou la cartouche anti-calcaire (qui capture le tartre et se remplace tous les 2 à 3 mois).

## Avantages et inconvénients

### Avantages

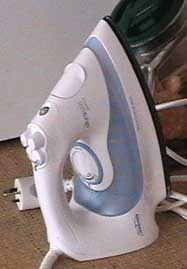
Fer à repasser avec sa réserve d'eau

Les avantages de la centrale vapeur résident dans sa capacité à produire de la vapeur pour traiter une grande quantité de linge, plus rapidement et avec une bonne qualité de repassage. La taille du réservoir d'eau est très supérieure à celle d'un fer à repasser. Le réservoir est plus facile d'accès (loin de la semelle chaude du fer). Sa capacité autorise des séances de repassage étendues. La centrale vapeur produit de trois à cinq fois plus de vapeur qu'un fer traditionnel, ce qui permet de réduire de moitié le temps de repassage (plus de 120 g/min de vapeur en continu pour le premier contre 20 à 40 g/min seulement pour le second). Le déport dans la base de la centrale des éléments lourds ou encombrants (comme le réservoir ou la chaudière) apporte une bonne maniabilité au fer, qui reste léger. La chaudière sous pression délivre une vapeur qui peut être puissante, pour traverser les linges épais.

### Inconvénients
Les inconvénients de la centrale vapeur tiennent dans son coût d'achat plus élevé (dépasse la centaine d'euros, alors que les fers sont moins chers). Le poids total avec la chaudière (jusqu'à 7 kg) rend l'ensemble plus difficile à déplacer.  L'encombrement fait que la centrale est aussi plus malcommode à ranger. Le temps de mise en action est plus long qu'un fer à repasser, qui présente une meilleure instantanéité pour de courtes séances de repassage.